# Wadi Haddad
Wadi Haddad (Arabisch: وديع حداد) (Safed, 1927 – Oost-Berlijn, 28 maart 1978) was een Palestijns militant en mede-oprichter van de Arabische Nationalistische Beweging (ANM) en later een van de leiders van het Volksfront voor de Bevrijding van Palestina (PFLP). Hij stond ook bekend onder de naam Abu Hani.
Haddad was arts. Als lid van de PFLP organiseerde hij meerdere kapingen in de jaren zestig en zeventig. Hij werkte samen met de KGB.

## Overlijden
Haddad overleed op 28 maart 1978 in Oost-Berlijn in de DDR, volgens officiële opgave aan leukemie. Volgens het boek Striking Back, uitgegeven door Aaron J. Klein in 2006, werd Haddad vermoord door de Mossad. Haddad, die liefhebber van Belgische chocolade was, werd chocolade gestuurd die voorzien was van een langzaam werkend – zeer moeilijk  te traceren – laagje gif, dat er de oorzaak van was dat hij enkele maanden later overleed.
Haddad werd in Irak begraven.